# Laurencin
Paul-Aimé Chapel, detto Laurencin (Beaumont-en-Auge, 10 gennaio 1806 – Principato di Monaco, 9 dicembre 1890), è stato un drammaturgo e librettista francese.
Autore di numerose opere teatrali, vaudeville e operette, la maggior parte delle quali in collaborazione, è il padre del giornalista e storico Paul-Adolphe Chapelle, detto Paul Laurencin (1837-?).

## Opere

### Libretti
- 1856: Le 66, operetta in 1 atto, con Auguste Pittaud de Forges, musica di Jacques Offenbach;
- 1862: Monsieur et Madame Denis, opera lirica in 1 atto, con Delaporte, musiche di Jacques Offenbach;
- 1863: Peau d'âne, grande féérie in 4 atti e 20 quadri, con Louis-Émile Vanderburch e Louis François Clairville, musica di Léon Fossey;
- 1879: La baronne de Haut-Castel, operetta in 1 atto, musica di Frédéric Barbier;
- 1879: Deux coqs vivaient en paix, operetta in 1 atto, musica di Charles Hubans;
- 1884: Le Portrait, opéra-comique in 2 atti, con Jules Adenis, musica di Théodore de Lajarte;

### Teatro
- 1832: L'Anneau, ou Départ et retour, commedia-vaudeville in 2 atti, di Lavarenne, Édouard Monnais e P. A. Capelle (Laurencin);[1]
- 1834: Georgette commedia-vaudeville in un atto con Charles Varin e Desvergers;
- 1834: Ma femme et mon parapluie, commedia-vaudeville in un atto con Desvergers e Varin;
- 1835: Mathilde ou la jalousie. dramma in 3 atti con Jean-François Bayard;
- 1838: Mademoiselle, commedia-vaudeville in 2 atti, con Charles Dupeuty;
- 1838: La Demoiselle majeure, commedia-vaudeville in un atto con Charles Varin;
- 1839: Un ménage parisien, dramma in 2 atti, con Édouard Monnais;
- 1839: La Gitana vaudeville in 3 atti con Desvergers;
- 1839: Les Brodequins de Lise vaudeville in un atto con Desvergers e Gustave Vaëz;
- 1843   Le mariage du gamin de Paris. commedia-vaudeville in un atto, con Vanderburch;
- 1846:  Si j'étais homme ou les Canotiers de Paris, comédie vaudeville in 2 atti, con Théodore Muret;
- 1840: L'Embarras du choix, ou Quatre filles à marier, commedia-vaudeville, con Charles-Gaspard Delestre-Poirson;
- 1855: Le Cousin du Roi, commedia in 2 atti, con distici, con Michel Delaporte;
- 1858: La Nouvelle Hermione, commedia con distici, in 1 atto, con Delaporte;
- 1859: Il n'y a plus de grisettes!, vaudeville in 1 atto, con Delaporte;
- 1860: Les Trois fils de Cadet-Roussel, comédie-vaudeville in 3 atti, con Delaporte e Varin;
- 1860: Si Pontoise le savait! commedia-vaudeville in 1 atto, con Jules Adenis e Francis Tourte;
- 1867: Ces scélérates de bonnes, vaudeville in 3 atti, con Delaporte;